# Arnolfo III di Milano
Arnolfo III, detto anche Arnolfo di Porta Argentea (secondo Bernoldo di Costanza) o di Porta Orientale (secondo Landolfo Iuniore) (Milano, XI secolo – Civate, 24 settembre 1097), è stato un arcivescovo cattolico italiano.
Resse l'Arcidiocesi di Milano dalla sua elezione il 6 dicembre 1093 fino alla sua morte nel 1097.

## Biografia
Arnolfo era membro di una famiglia di capitanei: la sua famiglia era venuta in contatto con la Pataria (avevano avuto delle transazioni economiche con il prete patarino intransigente Liprando).
Arnolfo venne eletto a succedere all'arcivescovo Anselmo III solo due giorni dopo la morte di quest'ultimo.  Ricevette l'investitura del potere secolare dal re d'Italia Corrado di Lorena (figlio di Enrico IV ma, a differenza del padre, disposto a un accordo con il papa), ma fino al 1095 non riuscì a trovare dei vescovi che fossero disposti ad ordinarlo e che non fossero scomunicati.  Alla fine si fece ordinare da alcuni vescovi tedeschi che erano giunti a Piacenza per il concilio: Timo di Salisburgo, Ulderico di Passavia e Gebardo III di Zähringen di Costanza, tutti e tre, naturalmente, sostenitori della riforma gregoriana.
Sembra probabile che Arnolfo provenisse anch'egli da ambienti patarini, forse addirittura radicali.  Attraverso la sua elasticità di comportamento, in quel periodo papa Urbano II stava ottenendo che i princípi della riforma gregoriana, depurati dalle esagerazioni del passato, fossero accettati anche da alcune alte sfere della gerarchia ecclesiastica come gli arcivescovi di Milano e di Pisa (questa stessa politica di Urbano non portò risultati, invece, con l'arcivescovo di Ravenna né con il patriarca di Aquileia Ulrico di Eppenstein, che rimasero decisamente filo-imperiali).
Arnolfo fu quindi un entusiastico riformatore, avversario dell'imperatore Enrico IV; con Anselmo III e Anselmo IV, fu uno dei tre arcivescovi milanesi decisamente schierati con il papa contro l'imperatore al tempo della lotta per le investiture.
Arnolfo stesso partecipò al Concilio di Piacenza del 1095. Dal 6 al 26 maggio dello stesso anno papa Urbano II, in viaggio verso la Francia, si fermò a Milano dove, insieme all'arcivescovo Arnolfo, trasferì il cadavere del comandante patarino Erlembaldo nella chiesa di San Dionigi: di fatto si trattò di una canonizzazione del principale collaboratore di "Arialdo martire".
Di ritorno dalla Francia, nel 1096, Urbano II si fermò nuovamente a Milano, e nella cattedrale estiva di Santa Tecla esortò i Milanesi a partecipare alla Prima Crociata, bandita nell'Appello di Clermont.
Di Arnolfo sopravvivono solo due documenti ufficiali da lui emanati.
Durante l'episcopato di Arnolfo ci furono anche alcuni momenti di confusione.  Egli stesso non riuscì ad evitare che alcuni fanatici (illetterati e neanche preti), citando in maniera distorta un discorso di Urbano II, occupassero alcune chiese di Milano.  Questo gruppo di personaggi (non patarini!), capeggiati dall'astutissimo Nazario Muricola, diventò un vero e proprio gruppo di pressione nella Chiesa ambrosiana, tanto che lo stesso arcivescovo Arnolfo, che si era scontrato con loro, ormai anziano dovette lasciare la città.  Arnolfo morì nel monastero di San Pietro al Monte, sopra Civate, dove fu sepolto.